# آناهید خاراتیان
آناهید خاراتیان ( انگلیسی: Anahit Kharatyan؛ ۹ ژانویهٔ ۱۹۸۷) یک شطرنج‌باز اهل ارمنستان است که استاد فیده زنان (۲۰۱۰) می‌باشد.
| به‌دلیل برخی مشکلات فنی، نمودارها موقتاً قابل مشاهده نیستند. اطلاعات بیشتر پیرامون این مشکل در فابریکاتور و وبگاه مدیاویکی در دسترس است. | |
| | به‌دلیل برخی مشکلات فنی، نمودارها موقتاً قابل مشاهده نیستند. اطلاعات بیشتر پیرامون این مشکل در فابریکاتور و وبگاه مدیاویکی در دسترس است. |